# Oligonychus ununguis
Oligonychus ununguis är en spindeldjursart som först beskrevs av Jacobi 1905.  Oligonychus ununguis ingår i släktet Oligonychus och familjen Tetranychidae. Arten är reproducerande i Sverige. Inga underarter finns listade i Catalogue of Life.